# Cabo Agassiz

O cabo Agassiz é a extremidade leste da Península Hollick-Kenyon, um aguilhão afogado em gelo estreito, se estendendo a leste do eixo da montanha principal da Península Antártica entre a angra Mobiloil e a angra Revelle. O cabo está na extremidade leste de uma linha vinda do cabo Jeremy dividindo a Terra de Graham e a Terra de Palmer. Foi descoberto em dezembro de 1940 pelo United States Antarctic Service (Serviço Antártico dos Estados Unidos) (USAS) que o batizou com o nome de W.L.G. Joerg, um geógrafo e especialista polar. A seu pedido foi batizado pelo US-SCAN com o nome de Louis Agassiz, um naturalista e geólogo americano famoso internacionalmente de origem suíça, que propôs primeiro a teoria da glaciação continental (Études sur les Glaciers, Neuchatel, 1840).
 Este artigo incorpora material em domínio público  de United States Geological Survey   , documento "Cabo Agassiz" (conteúdo do Geographic Names Information System).